# Landschaftsschutzgebiet Sieksystem bei Sturheide
Das Landschaftsschutzgebiet Sieksystem bei Sturheide mit etwa 17 ha Flächengröße liegt im Gemeindegebiet von Kalletal. Es wurde 1995 mit dem Landschaftsplan Nr. 4 Kalletal durch den Kreistag des Kreises Lippe erstmals als Landschaftsschutzgebiet (LSG) ausgewiesen. 2004 erfolgte die erneute Ausweisung durch den Kreistag mit dem geänderten Landschaftsplan.

## Beschreibung
Das LSG umfasst einen ausgeprägten Siekbereich südlich von Asendorf in einem Seitenbachtal des Baches Osterkalle. Die Talaue wird als Grünland genutzt. Die Siekarme werden durch
drei Quellbereiche gespeist. Stellenweise treten in den Sieken quellig-nasse Bereiche auf. Im LSG gibt es kleine Gebüschgruppen, Heckenabschnitte, Einzelbäume, Kopfweidengruppen und zahlreiche Obstbäume. Nördlich des Sieks befinden sich Hangweiden und mit Gehölzen bewachsene Geländekanten im LSG.

## Schutzzwecke für das LSG
Laut Landschaftsplan erfolgte die Ausweisung des LSG
- „zur Erhaltung und Wiederherstellung der Leistungsfähigkeit des Naturhaushaltes in ökologisch besonders wertvoll strukturierten Bereichen mit Wasser-, Klima- und Biotopschutzfunktionen,“
- „zur Erhaltung und Wiederherstellung von Quellbereichen und naturnahen Fließgewässern, Grünland und naturnahen Waldbereichen unterschiedlicher Feuchtestufen, Feldgehölzen, Hecken und Obstwiesen,“
- „zur Erhaltung morphologisch ausgeprägter Bereiche zur Sicherung der landschaftlichen Eigenart und Vielfalt für die Erholung,“
- „zur Erhaltung wertvoller Biotopkomplexe aus Wald-Gründlandbereichen, Fließgewässern und Quellen mit wichtigen Trittstein- und Vernetzungsfunktionen,“
- „zur Erhaltung und Wiederherstellung wichtiger Rückzugsräume für die bedrohte Tier- und Pflanzenwelt,“
- „zur Sicherung der das Orts- und Landschaftsbild gliedernden und belebenden und die dörflichen Siedlungsstrukturen prägenden Freiraumelemente.“[1]

## Rechtliche Vorschriften
Im Landschaftsschutzgebiet sind unter anderem das Errichten von Bauten und das Anlegen von Fischteichen verboten.